# Simfonia núm. 1 (Quilmetes)
La Simfonia núm. 1 de Carles Quilmetes, està datada del 1804. El manuscrit original el podem trobar a la Biblioteca de Catalunya, ja que el mestre de capella Carreras Dagas el va vendre, prop de l'any 1900, a la Diputació de Barcelona. És d'estil galant i se situa en el primer romanticisme, i la influència de la música de Haydn, concretament de les seves simfonies, és molt present a Catalunya.
Està composta per tres moviments: 
- El primer moviment és Largo i Allegro vivace, el qual comença amb una introducció lenta, per continuar amb un allegro en forma de sonata. És una forma típica dels primers moviments de les simfonies que s'estaven component en el moment en territori espanyol, amb la tonalitat ben establerta i dos temes clarament definits. Aquest introducció lenta té un caràcter directe i misteriós, amb mètrica simple (2/4), ritmes puntejats predominants i harmonies atrevides.
- El segon moviment és un minuet allegro, amb una mètrica de 6/8, gens freqüent en els altres minuets de l'època, que optaven per Presto i Vivace. Ens presenta el minuet inicial amb la seva repetició, seguint l'estil galant. El trio és interpretat per la flauta, i acaba amb el retorn al minuet inicial.
- El tercer moviment, un rondó allegro non tanto, consisteix en un rítmic tema principal que es va repetint amb seccions intermèdies.[2]

Els instruments per als quals fou composta la simfonia són un quartet vocal (soprano, contralt, tenor i baix), flauta traversa, trompa natural, violins, viola, violoncel, violone i arpa barroca.
Aquesta simfonia cal entendre-la dins un marc en el qual l'oïda del nou públic format per la burgesia ascendent demanava uns espais, unes formes i uns efectes musicals nous. A Catalunya, la difusió i el ressò de la simfonia va ser molt més important que a la resta de l'estat, degut a l'expansió del nou públic burgès, tot i que es desconeix si aquesta simfonia va ser presentada mai al públic gironí.

## Discografia
- Girona i Napoleó. Música Antiga de Girona, Albert Bosch, dir. Girona: Ajuntament de Girona, D.L. 2010